# Рейнгард Маркс
Рейнгард Маркс (нім. Reinhard Marx; нар. 21 вересня 1953, Гезеке, ФРН) — німецький кардинал, Архієпископ Мюнхена та Фрайзінга з 2007 року.

## Життєпис
Народився Рейнгард Маркс 21 вересня 1953 року в Гезеку.  Він навчався в Парижі разом зі своїм майбутнім колегою-кардиналом Філіпом Барбареном. Він здобув ступінь доктора богослов'я в Бохумському університеті в 1989 році.

## Священство
Він був висвячений на священника для Падерборнської архієпархії архієпископом Йоганнесом Йоахімом Дегенхардтом 2 червня 1979 року.

## Єпископат

### Єпископ-помічник Падерборна та Титулярний єпископ Петіни
23 липня 1996 року його призначив єпископом-помічником Падерборна і титулярним єпископом Петіни Папа Римський Іван Павло II. Маркс отримав свою єпископську ординацію 21 вересня того ж року (в свій сорок третій день народження) від архієпископа Дегенхардта, якому допомагали єпископи Ганс Дрюес та Пауль Консбрюх.

### Єпископ Тріра
20 грудня 2001 року його призначено єпископом Трірської єпархії, найстарішої єпархії Німеччини.

### Архієпископ Мюнхена та Фрайзінга
30 листопада 2007 року Папа Римський Бенедикт XVI призначив Маркса архієпископом Мюнхенським і Фрайзінгським, пост, який сам Папа Римський обіймав з 1977 по 1981 рік. Чутки, що оточують це циркулювалися перед формальним оголошенням Папи Римського Бенедикта XVI, але Маркс відповідав їм, кажучи, «Папа Римський називає єпископів, а не преса». 2 лютого 2008 року Маркс був введений на посаду архієпископа Мюнхена та Фрайзінга в Мюнхенскій Фрауенкірхе.
Маркс нині служить головою комітету із соціальних проблем на німецькій єпископській конференції.

### Кардинал
20 жовтня 2010 року, під час генеральної аудієнції, на площі Святого Петра, Папа Римський Бенедикт XVI оголосив про призначення 24 нових кардиналів, серед них і Рейнгард Маркс. Згідно з традицією архієпископ Маркс буде зведений у сан кардинала-священника на цій консисторії, оскільки займає кафедру, що історично отримувала кардинальську шапку.
20 листопада 2010 року відбулася консисторія, на якій кардиналу Рейнгарду Марксу поклали кардинальську шапку й він став кардиналом-священником з титулярною церквою Сан-Корбініано. А 21 листопада відбулася урочиста Меса з нагоди вручення кардинальських каблучок.
7 березня 2012 року його призначили членом Конгрегації Східних Церков.
22 березня 2012 року Комісія єпископських конференцій Європейського Співтовариства обрала його своїм президентом.
Він був одним із кардиналів-виборців, які брали участь у папському конклаві 2013 року, на якому обрали Папу Франциска.
13 квітня 2013 року його призначили до Ради кардиналів-радників, групи, створеної Папою Франциском рівно через місяць після його обрання, для консультування його та вивчення плану перегляду Апостольської конституції про Римську курію, Pastor Bonus.
19 лютого 2014 року його затверджено членом Конгрегації Східних Церков до кінця його поточного п'ятирічного терміну.
12 березня 2014 року Маркса також обрали головою Німецької єпископської конференції як наступника Роберта Цолліча. Його обрали в Мюнстері німецькі єпископи та єпископи-помічники лише в п'ятому турі голосування, в якому достатньо простої більшості. Він обіймав цю посаду до обрання 3 березня 2020 року його наступника Георга Бетцінга.
15 жовтня 2020 року Папа Франциск поновив термін повноважень Маркса в Раді кардиналів-радників.
У березні 2023 року кардинала Маркса виключено зі складу ради кардиналів Папи Франциска.
20 травня 2023 року Маркс головував на шлюбі принца Людвіга Баварського з дому Віттельсбахів та його нареченої Софії-Олександри Евекінк у Мюнхені. 19 січня 2024 року Маркс провів молитву під час поминальної церемонії за покійною німецькою футбольною зіркою Францем Беккенбауером.
Маркс брав участь як кардинал-вибірник у папському конклаві 2025 року, на якому обрано Папу Лева XIV.

## Книга
Архієпископ Рейнгард Маркс випустив у жовтні 2008 року книгу («Капітал: прохання щодо людини»), названу за назвою роботи його однофамільця XIX століття Карла Маркса, яка критикує капіталізм. Рейнгард Маркс сказав, що поточна у всьому світі фінансова криза вимагає «фундаментальних суспільних дебатів» і порушує питання про здатність сучасних економік «гарантувати добробут світу».